# Christi-Auferstehungs-Kirche (Frankfurt am Main)

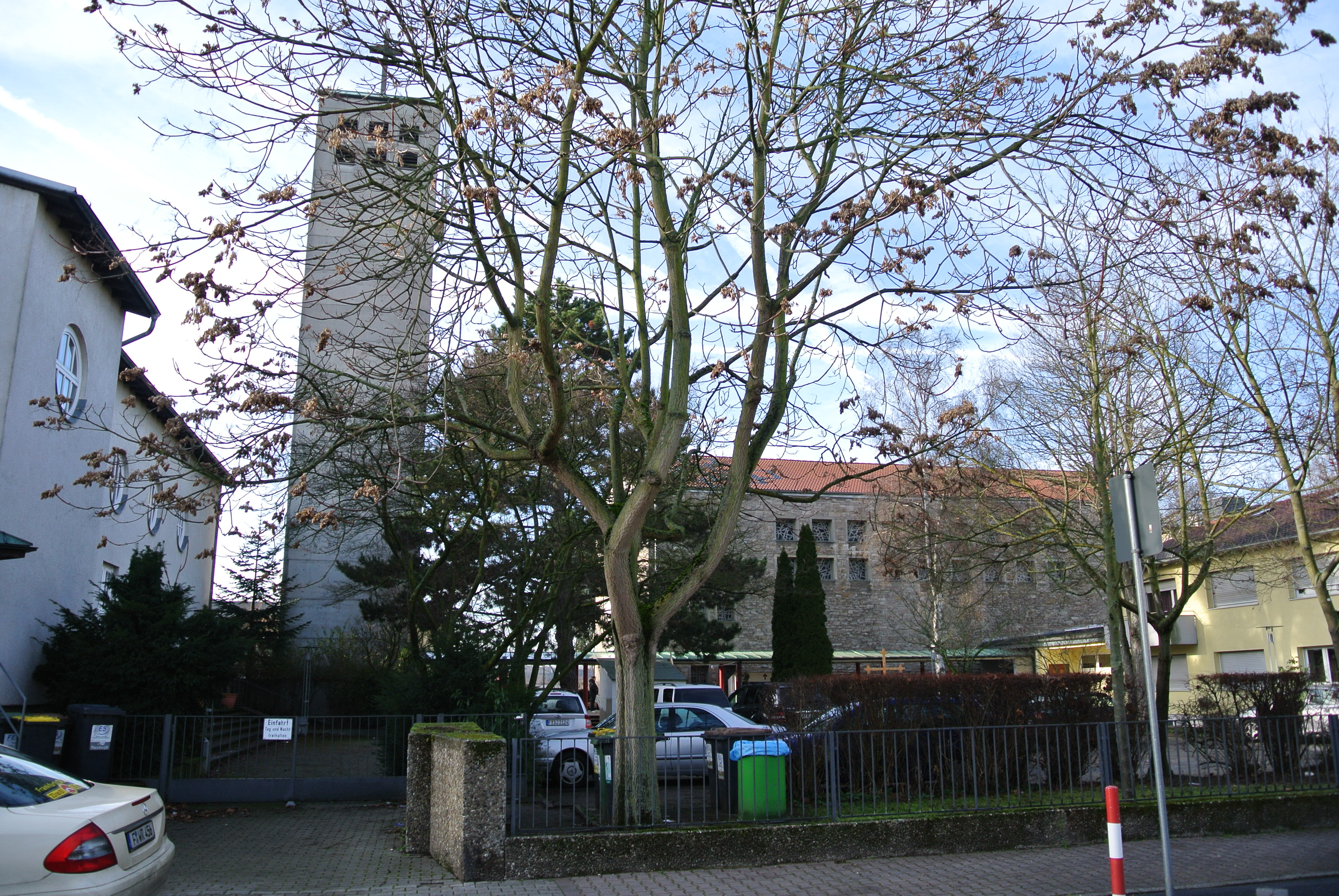
Die serbisch-orthodoxe Christi-Auferstehungs-Kirche in Frankfurt-Gallus (Ostansicht)

Die Christi-Auferstehungs-Kirche ist ein im Stil der Moderne errichtetes Kirchengebäude im Frankfurter Stadtteil Gallus. Die Kirche wurde ursprünglich von der evangelischen Gemeinde im Gallusviertel unter dem Namen Versöhnungskirche erbaut und genutzt. Seit 2013 ist sie im Besitz der serbisch-orthodoxen Gemeinde in Frankfurt, die zur Eparchie von Düsseldorf und ganz Deutschland der Serbisch-Orthodoxen Kirche gehört.

## Geschichte
Die heutige Christi-Auferstehungs-Kirche wurde 1965 im Auftrag der evangelischen Gemeinde des Gallusviertels unter dem Namen Versöhnungskirche errichtet. Die Bauentwürfe stammen vom Frankfurter Architekten Gustav Friedrich Scheinpflug. Im Jahr 2013 wurde das Kirchengebäude zu einem Preis von ca. 1 Mio. Euro an die serbisch-orthodoxe Gemeinde in Frankfurt verkauft, die der Kirche ihren heutigen Namen gab.

## Architektur und Innenausstattung
Der Kirchenbau, eine Halle mit einem flachen Satteldach, ist ein unverputzter Steinbau mit einem freistehenden Campanile über einem quadratischen Grundriss und mit einem lateinischen Kreuz als Bekrönung. Der Innenraum erhielt durch den Einzug einer Ikonenwand und die Ausstattung mit Wandmalereien sein heutiges Erscheinungsbild.